# Jaromír Pátek
Jaromír Pátek (* 13. října 1936, Třebíč) je český scénograf a kostýmní výtvarník.

## Biografie
Jaromír Pátek se narodil v roce 1936 v Třebíči, mezi lety 1955 a 1959 vystudoval Střední uměleckoprůmyslovou školu v Uherském Hradišti a roku 1959 nastoupil do Divadla Petra Bezruče v Ostravě na pozici kostýmního výtvarníka, kde působil až do roku 1961. V roce 1961 se odstěhoval do Prahy, kde nastoupil na DAMU, kde mezi lety 1961 a 1967 studoval na katedře scénického výtvarnictví v ateliéru Františka Tröstera. Po dokončení DAMU nastoupil roku 1967 do divadla Jiřího Wolkera, kde pracoval jako šéf výpravy. V divadle Jiřího Wolkera (kdy 31. května 1991 bylo přejmenováno na Divadlo na Starém Městě) pracoval až do roku 1991, následně se své práci věnoval ve Slováckém divadle v Uherském Hradišti, kde mimo jiné pracoval na scénografii divadelní hry Rychlé šípy a je také autorem původního loga divadla. Tam se práci kostýmního výtvarníka a scénografa věnoval do roku 2004.

## Dílo
Pracoval také pro televizi, kde na scénografii pracoval pro režiséry Karla Texela, Miroslava Vildmana a Ladislava Vymětala, působil také jako výtvarník, kdy v roce 1978 své dílo vystavil na samostatné výstavě v Divadle na Vinohradech. V roce 1972 v Novim Sadu obdržel Zlatou medaili za scénografii a Stříbrnou medaili za kostýmy, roku 1975 a roku 1978 obdržel Cenu Literárního fondu a v roce 1977 obdržel Cenu za dekorace a kostým v Opavě.